# Farleigh (Surrey)
Farleigh è una cittadina del Surrey, in Inghilterra. Si trova a sud-est di Croydon.
L'abitato esisteva nel 1086 e compare nel Domesday Book come Ferlega, possedimento di Robert de Wateville, feudatario del normanno Richard Fitz Vilbert. Apparteneva alla centena anglosassone di Tandridge.
Appartiene al distretto di Tandridge. Tra il 1965 e il 1969 ha fatto parte del distretto londinese di Croydon